# Nagoya Dome-mae Yada (metropolitana di Nagoya)
Nagoya Dome-mae Yada (ナゴヤドーム前矢田駅?, Nagoya Dome-mae Yada-eki) è una stazione della metropolitana di Nagoya situata nel quartiere di Higashi-ku, a Nagoya, ed è servita dalla linea Meijō e dalla linea Yutorito, un sistema BRT sopraelevato.

## Linee

### Metropolitane
Metropolitana di Nagoya
 Linea Meijō

### Autobus guidato
Busvia di Nagoya
● Linea Yutorito (linea Shidami)

## Struttura
La stazione di interscambio è di fatto costituita da due impianti, sotterraneo per la metropolitana, e su viadotto per la busvia.

### Metropolitana
La stazione della metropolitana possiede due marciapiedi laterali con due binari passanti sotterranei. 
| 1 | Linea Meijō | per Ōzone e Sakae     |
| 2 | Linea Meijō | per Motoyama e Yagoto |

### Busvia
La fermata si trova su viadotto e possiede due banchine laterali. Sono presenti due uscite, nord e sud, oltre a un ascensore di collegamento diretto con la metropolitana. 
| 1 | ● Linea Yutorito | per Obata Ryokuchi e Naka-Shidami |
| 2 | ● Linea Yutorito | per Ōzone                         |

## Stazioni adiacenti
| «              | Servizio       | »              |
| Linea Meijō    | Linea Meijō    | Linea Meijō    |
| Linea Yutorito | Linea Yutorito | Linea Yutorito |
| -------------- | -------------- | -------------- |
| Ōzone          | -              | Sunadabashi    |